# Eddie Williams (Saxophonist)
Edward „Eddie“ Williams (* um 1910 in New York; † nach 1961) war ein US-amerikanischer Jazz-Tenorsaxophonist.

## Leben und Wirken
Eddie Williams spielte während der Swingära der 1930er und 1940er Jahre in der Mills Blue Rhythm Band (1937), bei Billy Kyle (1937), Don Redman (1939), Jelly Roll Morton (1940), Lucky Millinder (1940/41), Ella Fitzgerald (1941), Henry Red Allen und Chris Columbus (1942), James P. Johnson (1944) und in Kalifornien 1945/46 mit Garvin Bushell. Während der Ableistung des Militärdienstes nach dem Zweiten Weltkrieg spielte er in Europa. Im Raum New York trat er mit eigenen Bands auf; 1958/59 spielte er mit Bennie Green und wirkte bei dessen Blue Note-Aufnahmen mit (Walkin’ and Talkin’).  Williams nahm u. a. mit Josh White und Charles Brown auf. In den 1960er Jahren arbeitete er noch mit Pee Wee Russell/Oliver Nelson (The Spirit of ’67), Earl Coleman (Manhattan Serenade 1968) und spielte regelmäßig in der Band von Happy Caldwell. Im Bereich des Jazz wirkte er von 1927 bis 1961 bei 21 Aufnahmesessions mit, wobei er auch auf der Klarinette, anderen Saxophonen und dem Cello zu hören ist.

## Lexikalischer Eintrag
- Howard Rye, Eddie Williams. Grove Jazz